# Forcipomyia puracensis
Forcipomyia puracensis är en tvåvingeart som beskrevs av Wirth och Dow 1972. Forcipomyia puracensis ingår i släktet Forcipomyia och familjen svidknott.
Artens utbredningsområde är Colombia. Inga underarter finns listade i Catalogue of Life.